# Pierre Caloni
 (avril 2016).
Si vous disposez d'ouvrages ou d'articles de référence ou si vous connaissez des sites web de qualité traitant du thème abordé ici, merci de compléter l'article en donnant les références utiles à sa vérifiabilité et en les liant à la section « Notes et références ».
Pierre Caloni, né le 16 juin 1889 à Tunis et mort le 7 septembre 1970, est l’un des précurseurs et fondateurs de la sécurité sociale et de la prévention des risques professionnels. 
Il a notamment été le fondateur et secrétaire général de l’Organisme professionnel de prévention du BTP (OPPBTP).

## Biographie
Pierre Caloni est né le 16 juin 1889 à Tunis. Il est le deuxième fils de Jean-François Caloni, général, et de Célestine Eyraud. Il passe son enfance à Grenoble, Avignon, Paris et Montpellier, où il obtient son baccalauréat. Il est admis (au 4e rang) à l’École polytechnique en 1908. Il effectue son service militaire au 7e régiment du génie d’Avignon, puis passe une année à l’École du génie de Versailles. 
Il est affecté en octobre 1913 à Bizerte (Tunisie). Il s’y distingue par son souci du développement : « plutôt que faire creuser des tranchées pour les reboucher aussitôt, il fait exécuter à ses sapeurs des canaux d’irrigation dont profiteront les vignobles et notamment le grand domaine du Bon-Chateur. Plutôt que de faire établir des passerelles provisoires dont on repliera le matériel dès achèvement, il dote de ponts de bois des pistes non classées. »
Gravement blessé près d’Ypres en octobre 1914, il reçoit même l’extrême-onction, mais se rétablit et rejoint son poste en mars 1915. Fait prisonnier en avril 1917, il ne rentrera en France qu’en janvier 1919. Peu intéressé par les tâches administratives et à nouveau malade, il démissionne de l’armée en janvier 1921.
Il a épousé en octobre 1920 Hélène Fontane dont le Père, Édouard Fontane est au cœur de l’organisation de la Fédération Française du Bâtiment, alors dénommée Fédération nationale du bâtiment et des travaux publics, et de divers organismes qui lui sont rattachés.

### Au service du BTP
Pierre Caloni entre en octobre 1920 au Syndicat général de garantie des chambres syndicales du bâtiment et des travaux publics, qui gère pour l’ensemble de la profession l’indemnisation des accidents du travail. Assistant aux examens médicaux pratiqués en vue de déterminer des taux d’invalidité, il refuse d’imputer les accidents au hasard et commence alors son travail sur la prévention des risques.
Au sein du service prévention du Syndicat général de garantie, Il entreprend tout d’abord un travail statistique qui sera publié en 1928. Il importe en France le système américain de calcul du taux de fréquence. 
Il participe en 1924 à la création de l’Union technique du bâtiment, dont la mission est d’étudier toutes les améliorations possibles des procédés de construction. Il en devient le Secrétaire général. À la demande de la Fédération du bâtiment, il crée également le bureau de contrôle Sécuritas (1929), le laboratoire du bâtiment et des travaux publics (1935), le Centre d’études supérieures de l’Institut technique du BTP, dont il fut délégué général, et la Société corporative d’hygiène et de sécurité dans les chantiers (1927). Il est également à l’origine du système de Caisse de congés payés qui fonctionne encore aujourd’hui dans le secteur du BTP, et il a dirigé la Caisse nationale (dite caisse de surcompensation) de 1937 à 1966.
En 1939, il propose la création dans les entreprises de comités de sécurité, qui deviendront après la Seconde Guerre mondiale les CHS, puis en 1982 les CHSCT. Constatant pendant la guerre que ces comités de sécurité ne sont pas efficaces sur les chantiers, il propose la création d’un organisme unique qui serait chargé de la prévention dans le secteur. Créé en octobre 1943, cet organisme sera refondé en 1947 sous le nom d’OPPBTP.

### Après la Seconde Guerre mondiale
À la création de la Sécurité sociale en 1946, Pierre Caloni est le premier ingénieur de sécurité de la Caisse nationale de sécurité sociale. Il propose alors la création d’un « laboratoire de l’homme au travail » qui met près de 20 ans à voir le jour et est devenu l’INRS.
Pierre Caloni est également chargé de rédiger le projet de loi qui institue l’indemnisation des salariés du BTP en cas d’intempéries. Il devient aussi directeur général de la société mutuelle d’assurances du BTP et de la mutuelle Vie, qu’il avait créée en 1933.
Pierre Caloni fondateur de l’OPPBTP, en est le secrétaire général jusqu’en 1968, date à laquelle il abandonna toutes ses fonctions professionnelles. Il est décédé le 7 septembre 1970.

## Publications
- Les Statistiques des accidents et l’Organisation pour la prévention, Ed. Syndicat général de garantie, 1928 - Prix de la statistique 1928, Prix de l'Académie des sciences 1931
- Résultats statistiques relatifs aux accidents du travail et à la répartition du risque sur les chantiers du bâtiment et des travaux publics, 1943
- Échec au risque, Ed. SEFI, 1952
- Les Préventeurs, Ed. SEFI, 1960
- Dialogues sur la prévention, 1966
- Le Petit Livre vert, 1967
- Préventique, 1967